# Trisilan
Trisilanul este un compus anorganic cu formula Si3H8, fiind analog propanului din chimia organică. La temperatură și presiune normală, este un lichid. Spre deosebire de propan, este mai reactiv, și se auto-aprinde spontan în contact cu aerul.
A fost descoperit de Alfred Stock în urma reacției dintre acid clorhidric și siliciură de magneziu.